# Ingmar Putz
Ingmar Putz (* 31. Januar 1969) ist ein ehemaliger deutscher Fußballspieler und heutiger -trainer.

## Karriere
Als Jugendlicher spielte Ingmar Putz bei Wacker Steele, beim FC Schalke 04 und ab 1980 bei Rot-Weiß Oberhausen. Als 18-Jähriger debütierte er in der 2. Bundesliga, als er am 35. Spieltag der Saison 1986/87 von Trainer János Bédl in der 90. Minute eingewechselt wurde. Dieses Spiel blieb sein einziges für die 1. Mannschaft von RWO.
Später spielte er bei Hamborn 07 und wurde durch den Wechsel zum FC Remscheid 1991 wieder Zweitligaspieler. Im ersten Jahr erreichte der Aufsteiger in der zweigleisigen 2. Bundesliga den Klassenerhalt, 1992/93 stieg man zusammen mit sechs weiteren Mannschaften ab. Putz wechselte nach dem Abstieg zum SV Meppen und blieb somit in der zweiten Liga. Beim SVM war seine Torausbeute nicht so groß wie zuvor beim FC Remscheid, zudem wurde er oft eingewechselt. Er kehrte zum FCR zurück, dem der Wiederaufstieg in die Zweitklassigkeit nicht gelungen war. 1996 stieg man in die inzwischen wiedereingeführte drittklassige Regionalliga West/Südwest auf. 1996/97 wurde gerade so der Klassenerhalt erreicht. Putz, der inzwischen als Defensivspieler agierte, war Stammspieler in der von Detlef Pirsig trainierten Mannschaft. 1998/99 holte der FCR aus den ersten 19 Spielen nur 6 Punkte. Putz wechselte in der Winterpause zum FC Wegberg-Beeck (Oberliga Nordrhein), wo er wieder auf Trainer Pirsig traf. Während der Saison 1999/2000 ging er zu Preußen Münster und damit zurück in die Regionalliga West/Südwest. Ab 2000 wurde die vormals viergleisige Regionalliga nur noch in die Staffeln Nord und Süd unterteilt. Preußen Münster trat in der Regionalliga Nord an. Bis 2003 spielte Putz dort für Münster und wechselte danach zu seinem Ex-Verein Hamborn 07, wo er zuletzt als Spielertrainer agierte.
Ingmar Putz lebt heute in Neuss und begann 2007 als Trainer des SV Uedesheim. Gleich in seiner ersten Saison 2007/08 stieg er mit seiner Mannschaft in die Landesliga Niederrhein auf, im Sommer 2012 folgte der Aufstieg in die Oberliga Niederrhein. In der Saison 2013/14 stieg der SV Uedesheim wieder in die Landesliga Niederrhein ab. Nach fünf Spieltagen in der Spielzeit 2014/15 verließ Ingmar Putz auf eigenen Wunsch den Verein, nachdem seine Mannschaft bis dato nur einen Punkt holen konnte. Am 15. Januar 2015 wurde Putz als neuer Chef-Trainer bei seinem in der Fußball-Landesliga Niederrhein spielenden, ehemaligen Verein FC Remscheid vorgestellt und erhielt dort einen Vertrag bis zum 30. Juni 2016. Er wurde vorzeitig im September 2015 durch Thorsten Legat abgelöst.
Zur Saison 2016/17 kehrte er zu seinem ehemaligen Verein SV Uedesheim zurück.

### Statistik
| Liga          | Spiele (Tore) |
| ------------- | ------------- |
| 2. Bundesliga | 098 (13)      |
| Regionalliga  | 142 (10)      |
| Wettbewerb    |               |
| DFB-Pokal     | 004 0(2)      |

| Saison | Verein              | Liga                      | Spiele 1 | Tore |
| ------ | ------------------- | ------------------------- | -------- | ---- |
| 86/87  | Rot-Weiß Oberhausen | 2. Bundesliga             | 1        | 0    |
| 91/92  | FC Remscheid        | 2. Bundesliga             | 27       | 7    |
| 92/93  | FC Remscheid        | 2. Bundesliga             | 39       | 5    |
| 93/94  | SV Meppen           | 2. Bundesliga             | 29       | 1    |
| 94/95  | SV Meppen           | 2. Bundesliga             | 2        | 0    |
| 95/96  | FC Remscheid        | Oberliga Nordrhein        |          |      |
| 96/97  | FC Remscheid        | Regionalliga West/Südwest | 32       | 1    |
| 97/98  | FC Remscheid        | Regionalliga West/Südwest | 28       | 1    |
| 98/99  | FC Remscheid        | Regionalliga West/Südwest | 15       | 3    |
| 98/99  | FC Wegberg-Beeck    | Oberliga Nordrhein        |          |      |
| 99/00  | FC Wegberg-Beeck    | Oberliga Nordrhein        |          |      |
| 99/00  | Preußen Münster     | Regionalliga West/Südwest | 19       | 2    |
| 00/01  | Preußen Münster     | Regionalliga Nord         | 34       | 3    |
| 01/02  | Preußen Münster     | Regionalliga Nord         | 2        | 0    |
| 02/03  | Preußen Münster     | Regionalliga Nord         | 12       | 0    |